# Waterloo Hawks 1949-1950
La stagione 1949-50 dei Waterloo Hawks fu l'unica nella NBA per la franchigia.
I Waterloo Hawks arrivarono quinti nella Western Division con un record di 19-43, non qualificandosi per i play-off.

## Roster
| N°  | Naz.                   | Ruolo | Sportivo       | Anno | Alt. | Peso |
| --- | ---------------------- | ----- | -------------- | ---- | ---- | ---- |
|     | Stati Uniti (bandiera) | GA    | Paul Cloyd     | 1920 | 188  | 82   |
|     | Stati Uniti (bandiera) | G     | Ken Menke      | 1922 | 183  | 76   |
| 3   | Stati Uniti (bandiera) | G     | Gene Ollrich   | 1922 | 180  | 73   |
| 3   | Stati Uniti (bandiera) | GA    | Bob Tough      | 1920 | 183  | 84   |
| 4   | Stati Uniti (bandiera) | G     | Leo Kubiak     | 1927 | 180  | 73   |
| 5   | Stati Uniti (bandiera) | GA    | Johnny Payak   | 1926 | 193  | 79   |
| 5   | Stati Uniti (bandiera) | GA    | Charley Shipp  | 1913 | 185  | 91   |
| 6   | Stati Uniti (bandiera) | G     | Wayne See      | 1923 | 191  | 86   |
| 7   | Stati Uniti (bandiera) | AC    | Dick Mehen     | 1922 | 196  | 88   |
| 8   | Stati Uniti (bandiera) | GA    | Stan Patrick   | 1922 | 188  | 84   |
| 8-9 | Stati Uniti (bandiera) | GA    | Gene Stump     | 1925 | 188  | 84   |
| 9   | Stati Uniti (bandiera) | A     | Johnny Orr     | 1927 | 191  | 88   |
| 9   | Stati Uniti (bandiera) | A     | Jack Phelan    | 1925 | 196  | 88   |
| 10  | Stati Uniti (bandiera) | C     | Al Miksis      | 1928 | 201  | 95   |
| 10  | Stati Uniti (bandiera) | GA    | Jack Smiley    | 1922 | 191  | 86   |
| 11  | Stati Uniti (bandiera) | C     | John Pritchard | 1927 | 206  | 100  |
| 12  | Stati Uniti (bandiera) | GA    | Don Boven      | 1925 | 193  | 95   |
| 13  | Stati Uniti (bandiera) | C     | Harry Boykoff  | 1922 | 208  | 102  |
| 14  | Stati Uniti (bandiera) | AC    | Elmer Gainer   | 1918 | 198  | 88   |
| 14  | Stati Uniti (bandiera) | AC    | Hoot Gibson    | 1921 | 196  | 90   |
| 14  | Stati Uniti (bandiera) | GA    | Dale Hamilton  | 1919 | 183  | 82   |

## Staff tecnico
- Allenatori: Charley Shipp (8-27), Jack Smiley (11-16)